# Jennie Jerome
Pour les articles homonymes, voir Jerome, Spencer et Churchill.
Lady Randolph Spencer-Churchill, née Jennie Jerome à New York le 9 janvier 1854 et morte à Londres le 29 juin 1921, est une personnalité mondaine du Royaume-Uni. Elle est l'épouse de lord Randolph Churchill et la mère du Premier ministre britannique, sir Winston Churchill.

## Biographie

### Origine
Les ancêtres de Jennie Jerome sont en partie d'origine huguenote. Ils ont fui les persécutions religieuses et s'installent en Angleterre afin de retrouver sécurité et protection. L'un d'entre eux, Timothy Jerome (ex-Jérôme), est né dans l'île de Wight, en 1688. Il émigre en Nouvelle-Angleterre vers 1709 et travaille pour le monopole de la fabrication du sel. Dès son arrivée, il épouse en 1709 Abigail Rich, fille de Nicholas Rich et Abigail Green, à Wenham, Essex, dans le Massachusetts. Puis, le couple emménage à Dorchester dans le même État, mais ils ont aussi vécu à Windham, Connecticut, en 1713. Timothy Jerome est par la suite résident de Wallingford, Connecticut, en 1717. Il meurt dans cette ville le 23 février 1750,.

### Enfance

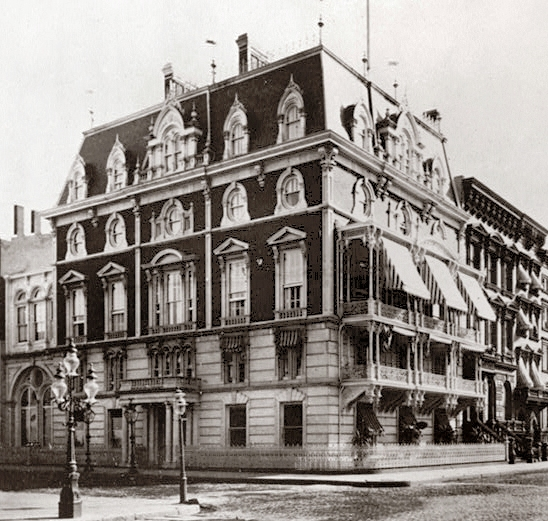
Le Jerome Mansion, manoir du financier Leonard Jerome à Madison Avenue, New York, vers 1878. Le bâtiment est édifié de 1859 à 1865.

Jennie Jerome est née le 9 janvier 1854 dans le quartier de Rochester. Elle est la troisième des cinq filles de l'homme d'affaires Leonard Jerome (1817-1891) et de sa femme, Clarissa dite Clara Hall (1825-1895). Ses deux sœurs survivantes s'appellent Clara (1851-1935) et Léonie (1859-1943). Le prénom de Jennie viendrait de la soprano suédoise Jenny Lind que son père appréciait beaucoup. Une légende entretenue par certains membres de la famille voudrait que Jennie ait eu un arrière-grand-père iroquois.
Jennie et son père Leonard ont des intérêts communs. Ce dernier a acheté l'hôtel particulier Bathgate, à l'ouest de Fordham, dans le comté de Westchester (aujourd'hui dans le Bronx) et y construit un champ de courses, le Jerome Park Racetrack (en). Habitant l'hôtel particulier de son père, Jennie se met à l'équitation, comme son père se met aux paris. C'est là qu'elle rencontre son futur mari : Randolph Churchill.
Réputée pour sa beauté — un admirateur, Edgar Vincent d'Abernon, dira qu'elle tenait plus de la panthère que de la femme dans son apparence — Lady Randolph travaille d'abord dans un magazine.
Selon la rumeur, elle a un tatouage en forme de serpent au poignet, qu'elle dissimule avec un bracelet. La mode à l'époque pour certaines femmes est de se faire tatouer mais il n'y a cependant aucune preuve de l'existence de ce tatouage et l'historien officiel de la famille Winston Churchill, Martin Gilbert, considère cette rumeur comme peu probable.

### Mariage et enfants

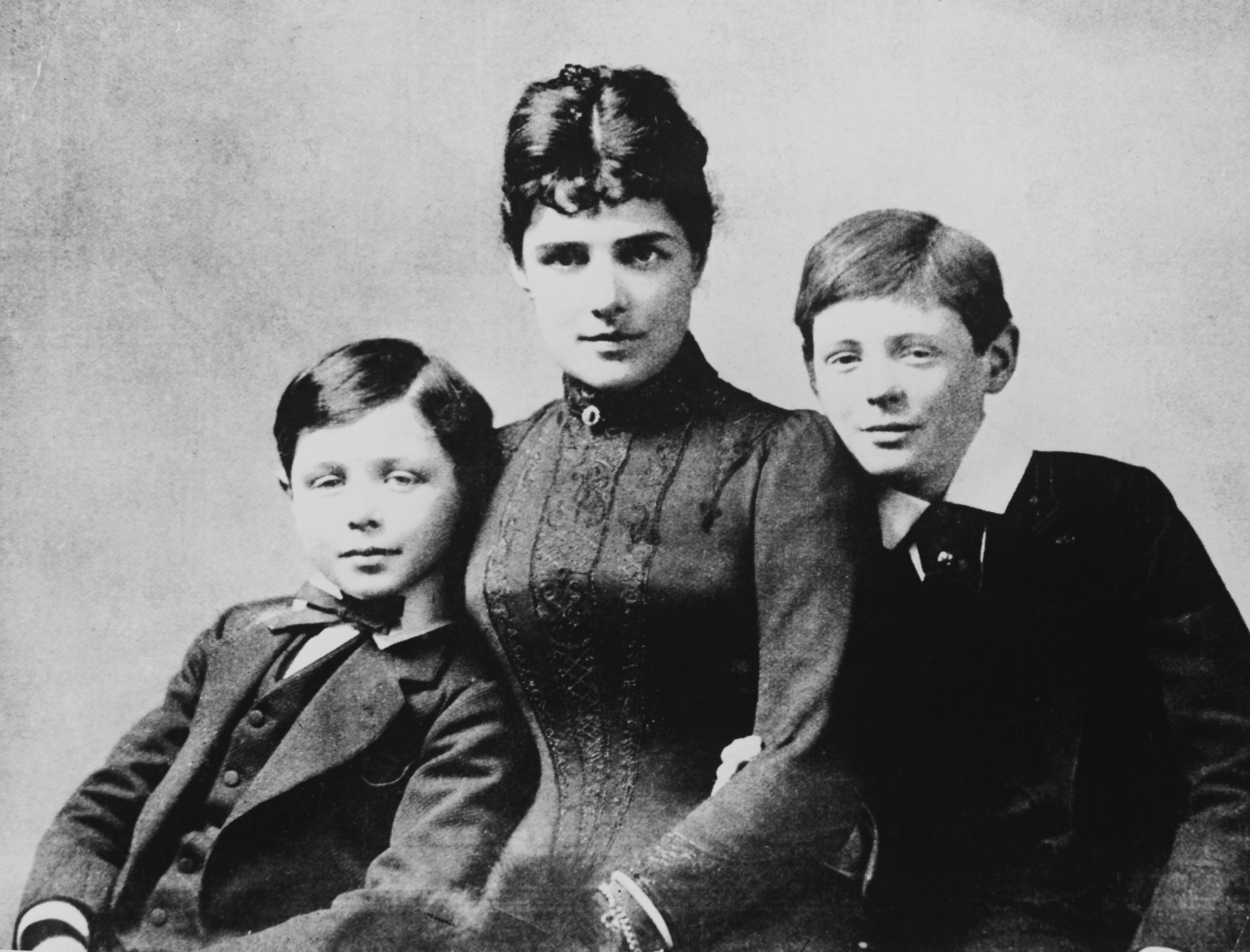
Lady Randolph Churchill avec ses fils

Longtemps considérée comme l'une des plus belles femmes de son temps, Jennie Jerome se marie le 15 avril 1874 à l'ambassade britannique de Paris avec lord Randolph Churchill (1849–1895), troisième fils de John Spencer-Churchill, 7e duc de Marlborough. Par ce mariage, elle devient lady Randolph Churchill et est citée dans les conversations comme lady Randolph.
Les Churchill ont deux fils : Winston (1874-1965), né moins de huit mois après le mariage, et John Churchill (1880-1947). Les sœurs de Jennie pensent que le père biologique de ce dernier est Evelyn « Star » Boscawen, 7e vicomte de Falmouth.
Lady Randolph a eu de nombreux amants durant son mariage, notamment le prince Charles Andreas Kinsky et le prince de Galles d'alors, futur roi Édouard VII du Royaume-Uni.
Comme le voulaient les mœurs de son époque, Jennie Churchill n'a joué qu'un rôle limité dans l'éducation de ses fils. Elle a principalement été assurée par des nourrices, comme Mrs Everest, que Winston adorait. Ce dernier a cependant aimé tendrement sa mère. Il lui a écrit de nombreuses lettres durant ses séjours en pension, la suppliant de venir le voir, ce qu'elle fit rarement. Néanmoins, une fois Winston devenu adulte, lui et sa mère sont restés proches, voire alliés très unis : il la considérait comme un mentor politique, plus une sœur qu'une mère.
Dotée d'une forte personnalité, Jennie était respectée et influente dans la haute société britannique et parmi la classe politique. On la décrit comme très intelligente, pleine d'esprit et prompte au rire. La reine Alexandra de Danemark elle-même appréciait sa compagnie, malgré la liaison passée de Jennie avec son mari, Édouard VII, qu'elle n'ignorait pas. Grâce à tous ses contacts, familiaux et à ses liaisons, lady Randolph a largement contribué à lancer la carrière politique de son mari et plus tard celle de son fils.
En 1909, quand l'imprésario américain Charles Frohman devient directeur du Gielgud Theatre, sa première production fut His Borrowed Plumes, écrit par Lady Randolph.
| - Lady Jennie Spencer-Churchill vers 1880. - Photographie de Lady Churchill vers 1885. - Photographie de Jennie Churchill par Henry Van der Weyde (1838–1924). - Jennie Spencer-Churchill photographiée en 1889. - Jennie Churchill chez Lady Cornelia, baronne Wimborne en 1892. |

### Autres mariages

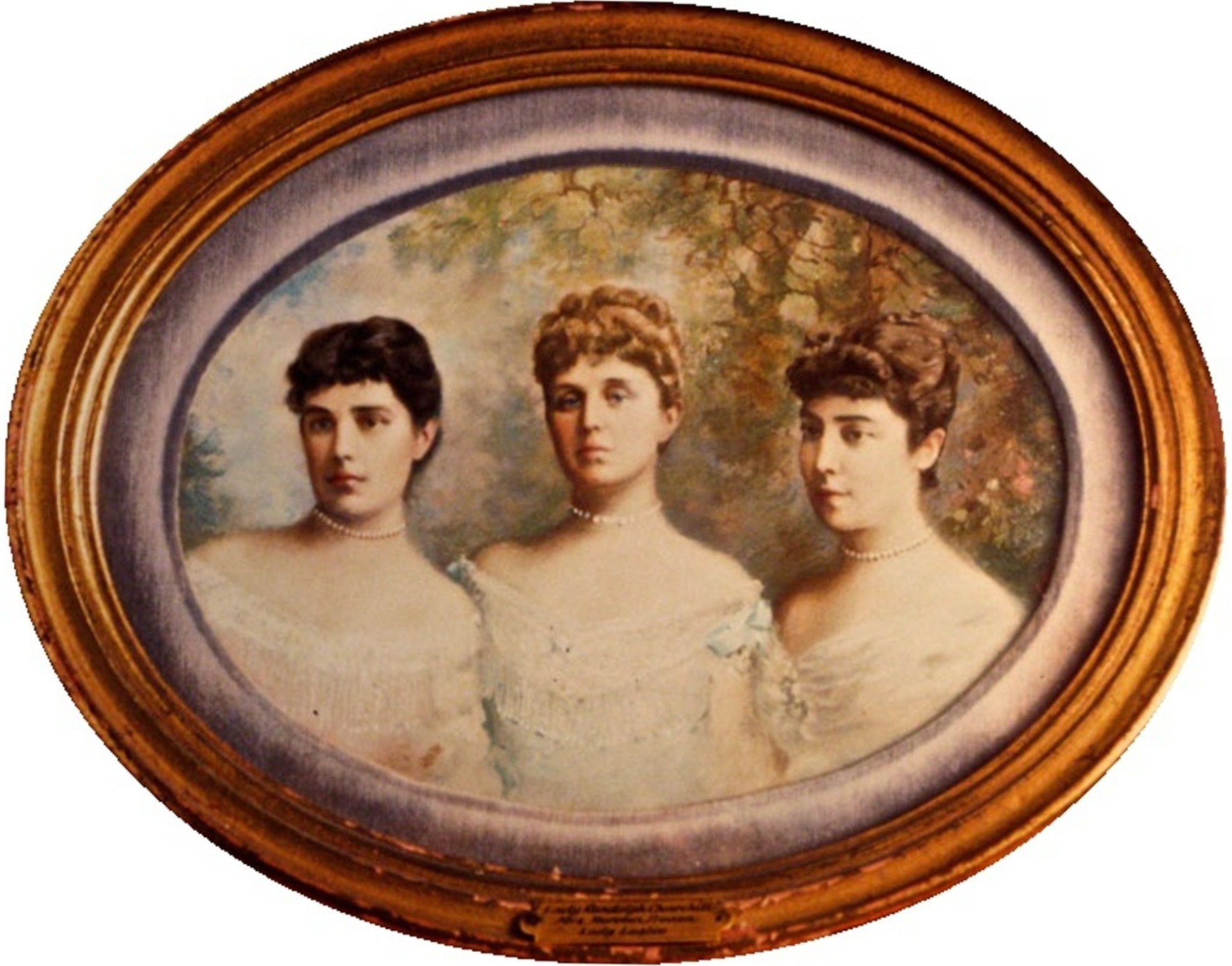
Les sœurs Jerome : Jennie (1854-1921), Clara (1851-1935) et Léonie (1859-1943).

En 1900, cinq ans après la mort de Randolph, elle épouse George Cornwallis-West (1874–1951), un capitaine des Scots Guards, qui a le même âge que son fils aîné. À cette époque, elle est reconnue pour avoir fait affréter un bateau humanitaire lors de la Guerre des Boers. En 1908, elle écrit The Reminiscences of Lady Randolph Churchill. Elle se sépare de son second mari en 1912 et divorce en 1913. Cornwallis-West épouse peu après Mrs. Patrick Campbell, une actrice anglaise. Jennie abandonne alors le nom de Cornwallis-West et reprend officiellement celui de lady Randolph Churchill.Le 1er juin 1918, elle épouse en troisièmes noces Montague Phippen Porch (1877–1964), un membre du Civil Service anglais au Nigéria. À la fin de la Première Guerre mondiale, Porch démissionne du service colonial et repart en Afrique en 1921 pour refaire sa fortune.

### Mort
En 1921, Jennie glisse d'un escalier alors qu'elle se trouvait chez un ami. Une gangrène survient et sa jambe doit être amputée au-dessus du genou. Elle meurt à Londres à l'âge de 67 ans d'une hémorragie liée à cette amputation.
Elle est inhumée aux côtés de son premier mari, dans le cimetière paroissial de l'Église Saint-Martin de Bladon.

## Héritage
D'après la légende, Jennie Churchill est à l'origine de l'invention du cocktail Manhattan. Elle a prétendu avoir commandé à un barman une boisson spéciale pour fêter l'élection du gouverneur Samuel Jones Tilden en 1874. Il est cependant prouvé qu'elle était en Angleterre à la même période pour donner naissance à son fils.
La BBC a réalisé sur Jennie une série télévisée où elle est incarnée par Lee Remick. Dans le film Les Griffes du lion, c'est Anne Bancroft qui lui prête ses traits.
Jennie Churchill a été une source d'inspiration pour de nombreux écrivains. Elle est décrite par Edith Wharton dans son dernier roman, resté inachevé, The Buccaneers. Le personnage de Lizzy Elmsworth présente avec elle de nombreuses similitudes.

### Articles de l'encyclopédie
- Leonard Jerome
- Randolph Churchill
- Winston Churchill